# Bart ist nicht tot
Bart ist nicht tot (engl. Titel: Bart’s Not Dead) ist die erste Folge der dreißigsten Staffel und insgesamt die 640. Episode der Serie Die Simpsons. Bei der 71. Verleihung des Writers Guild of America Awards im Jahr 2019 gewann sie den Preis für „Outstanding Writing in Animation“.

## Handlung
Während Lisa Simpson auf einer Schulversammlung auf dem Saxophon spielt, fordern Jimbo, Kearney und Dolph Lisas Bruder Bart auf, den Feueralarm auszulösen. Dieser lehnt jedoch ab, da er den Auftritt nicht ruinieren will. Am nächsten Tag ist seine Mutter Marge stolz auf ihn, während sein Vater Homer und sein Großvater Abe die Haltung vertreten, dass er die Mutprobe hätte annehmen sollen. Vor diesem Hintergrund fordern die nun um Nelson Muntz erweiterten Schulschläger von Bart, dass er im Echo Canyon vom Damm springt. Er willigt ein, landet aber mit dem Gesicht voran auf dem Beton.
Als Bart im Krankenhaus aufwacht, behauptet er gegenüber seiner Mutter, um diese nicht zu enttäuschen, dass er den Himmel gesehen habe. Trotz der Warnungen seiner Schwester bleibt Bart bei seiner Lügengeschichte und gewinnt dadurch an Popularität. Daraufhin reisen die Produzenten christlicher Filme an, da sie ein Werk über Barts Erfahrungen drehen wollen. Für die Besetzung werden u. a. Emily Deschanel als Marge und Gal Gadot als Lisa gewonnen. Während der Dreharbeiten entwickelt Bart Schuldgefühle und bekommt Albträume, in denen er auch im Himmel landet, wo er von Jesus Christus verprügelt wird.
Später gesteht Bart gegenüber seiner Familie seine Lüge und Lisa berichtet, dass der Film ein Kassenschlager geworden sei. Barts Mutter besteht darauf, dass die Wahrheit gestanden werden müsse, was auch passiert, woraufhin die Simpsons den Gewinn für wohltätige Zwecke spenden. In der Nacht tröstet Lisa ihren Bruder auf dem Hausdach, wobei sich einige Schindeln lösen und die beiden nicht auf dem harten Boden, sondern einem Laubhaufen landen. Diesen Umstand betrachten beide als das wahre Wunder.
Einige Jahre später kommt Bart in den Himmel, wo er seinen Vater Homer trifft. Dieser ermutigt ihn, sich mit Jesus zu treffen, setzt sich aber selbst anschließend in den hinduistischen Himmel ab. Dort bittet er Krishna darum, ihn auf die Erde zurückkehren zu lassen, und entscheidet sich für die Wiedergeburt als Schildkröte.

## Rezeption
In seiner Besprechung der Folge hebt Jesse Schedeen von IGN recht schnell hervor, dass es in der 30. Staffel immer schwieriger werde, neue Episoden zu sehen, die den Zuschauer nicht an frühere erinnern würden. Auch diese Folge sei in ihrer Struktur eher traditionell, wobei der Auftakt mit Barts Entscheidung, sich nicht dem Druck der Mitschüler zu ergeben (und damit die Jazz-Performance seiner Schwester Lisa zu retten), sehr untypisch sei (englisch extremely un-Bart-like). Insgesamt fällt sein Fazit eher positiv aus:

Bart's Not Dead stands as one of the better season premieres for The Simpsons in recent years, mostly because it settles for telling a clever, amusing story rather than relying on gimmicks. It doesn't take full advantage of its premise, but this episode still delivers some scathing satire of for-profit religious movies and a strong take on Bart's relationships with Homer and Lisa.

„Bart's Not Dead ist eine der besseren Staffelpremieren der Simpsons der letzten Jahren, vor allem weil sie sich darauf beschränkt, eine clevere, amüsante Geschichte zu erzählen, anstatt sich auf Gimmicks zu verlassen. Zwar wird die Prämisse nicht voll ausgeschöpft, aber die Folge liefert dennoch eine bissige Satire auf kommerzielle religiöse Filme und eine starke Darstellung von Barts Beziehung zu Homer und Lisa.“

## Auszeichnungen
- Writers Guild of America Award 2019: „Outstanding Writing in Animation“[2]